# Nekrolog 1388
Nekrolog
◄◄
| ◄
| 1384
| 1385
| 1386
| 1387
| 1388 | 1389 | 1390 | 1391 | 1392 | ► | ►►
Weitere Ereignisse | Allgemeiner Nekrolog 1388
Die Beschreibung der verstorbenen Person sollte so kurz wie möglich gehalten sein und nur deren signifikante Tätigkeit(en) enthalten.
Neue Namen ggf. auch unter dem Geburts- und Sterbedatum, also etwa unter 1. Januar und im Geburts- und Sterbejahr (2024) eintragen (nur bei entsprechender großer Wichtigkeit). Für Beispiele siehe die schon vorhandenen Artikel.
Außerdem über die fünf zuletzt Verstorbenen, zu denen es einen ausreichend guten Artikel für eine Präsentation auf der Hauptseite gibt, nach der todesbedingten Überarbeitung der Artikel ggf. auch unter Wikipedia Diskussion:Hauptseite informieren und sie am besten auch in den anderen Wikipedia-Sprachversionen eintragen. Tipp: Regelmäßig bei news.google.de nach „ist tot“, „gestorben“ oder „verstorben“ suchen.
Wenn eine Person gestorben ist, gibt es viele Seiten zu dieser Person in der Wikipedia, die davon auch betroffen sind und entsprechend aktualisiert werden müssen. Beispiele: Namenübersichtsseite, Geburtsjahr, Geburtsort-Seiten und viele mehr.
Wie finde ich die betroffenen Seiten?
Im Suchfeld auf der linken Seite gibt man den Suchbegriff so ein: „Vorname Nachname“. Dann klickt man auf Volltext und alle Seiten mit entsprechendem Suchtext werden aufgerufen. Hier sieht man dann schnell, wo auch das Todesjahr Sinn macht oder sogar ein Teil des Artikels angepasst werden muss. Auch hilft das „Werkzeug“ auf der linken Seite sehr gut, um solche Seiten aufzufinden: „Links auf diese Seite“. Somit ist die Wikipedia wieder aktuell in allen Bereichen! Hinweis: bei Eintragung der Kategorie „Gestorben JAHR“ wird der Missbrauchsfilter 49 ausgelöst, was jedoch nicht schlimm ist. Siehe: Spezial:Missbrauchsfilter/49
Dies ist eine Liste von im Jahr 1388 verstorbenen bekannten Persönlichkeiten. Die Einträge erfolgen innerhalb der einzelnen Daten alphabetisch sortiert. Tiere sind im Nekrolog für Tiere zu finden.

## Januar
| Tag        | Name        | Beruf, bekannt als             | Alter | Beleg |
| ---------- | ----------- | ------------------------------ | ----- | ----- |
| 18. Januar | Katharina   | Erbin der Freiherrschaft Waadt |       |       |
| Januar     | Karl Thopia | albanischer Fürst              |       |       |

## Februar
| Tag         | Name                                     | Beruf, bekannt als  | Alter | Beleg |
| ----------- | ---------------------------------------- | ------------------- | ----- | ----- |
| 3. Februar  | Henry Ferrers, 4. Baron Ferrers of Groby | englischer Adeliger |       |       |
| 29. Februar | Władysław                                | Herzog von Kujawien |       |       |

## März
| Tag      | Name                | Beruf, bekannt als                | Alter | Beleg |
| -------- | ------------------- | --------------------------------- | ----- | ----- |
| 31. März | Everard ’t Serclaes | Herzog von Cruyckembourg (Ternat) |       |       |

## April
| Tag       | Name                 | Beruf, bekannt als | Alter | Beleg |
| --------- | -------------------- | ------------------ | ----- | ----- |
| 13. April | Nikolaus Münzmeister | Domherr zu Meißen  |       |       |

## Mai
| Tag     | Name                     | Beruf, bekannt als                | Alter | Beleg |
| ------- | ------------------------ | --------------------------------- | ----- | ----- |
| 10. Mai | Gidō Shūshin             | japanischer Mönch und Dichter     | 63    |       |
| 15. Mai | Wenzel I.                | Kurfürst von Sachsen-Wittenberg   |       |       |
| 21. Mai | Kuno II. von Falkenstein | Erzbischof und Kurfürst von Trier |       |       |

## Juni
| Tag      | Name            | Beruf, bekannt als | Alter | Beleg |
| -------- | --------------- | ------------------ | ----- | ----- |
| 30. Juni | Johannes Ammann | Bischof von Chur   |       |       |

## Juli
| Tag      | Name           | Beruf, bekannt als                            | Alter | Beleg |
| -------- | -------------- | --------------------------------------------- | ----- | ----- |
| 16. Juli | Nijō Yoshimoto | japanischer Dichter, Gelehrter und Hofbeamter |       |       |

## August
| Tag        | Name                              | Beruf, bekannt als                | Alter | Beleg |
| ---------- | --------------------------------- | --------------------------------- | ----- | ----- |
| 14. August | James Douglas, 2. Earl of Douglas | schottischer Adliger              |       |       |
| 15. August | Adalbertus Ranconis de Ericinio   | böhmischer Philosoph und Theologe |       |       |
| 23. August | Ulrich von Württemberg            | Grafensohn in Württemberg         |       |       |

## Oktober
| Tag        | Name          | Beruf, bekannt als                             | Alter | Beleg |
| ---------- | ------------- | ---------------------------------------------- | ----- | ----- |
| 8. Oktober | Adhémar Fabri | Bischof von Saint-Paul-Trois-Châteaux und Genf |       |       |

## November
| Tag          | Name                        | Beruf, bekannt als                                        | Alter | Beleg |
| ------------ | --------------------------- | --------------------------------------------------------- | ----- | ----- |
| 8. November  | Pierre Aycelin de Montaigut | französischer Bischof, Kardinal und Diplomat              |       |       |
| 16. November | Pierre de Murat de Cros     | französischer Benediktiner, Camerlengo und Pseudokardinal |       |       |
| 26. November | Étienne de La Grange        | französischer Adliger                                     |       |       |

## Dezember
| Tag          | Name                       | Beruf, bekannt als                                            | Alter | Beleg |
| ------------ | -------------------------- | ------------------------------------------------------------- | ----- | ----- |
| 3. Dezember  | Peter Stromer              | deutscher Rats- und Handelsherr sowie „Vater der Forstkultur“ |       |       |
| 11. Dezember | Johann II. von Zesterfleth | Erzbischof von Verden                                         |       |       |
| 31. Dezember | Albrecht IV.               | Herzog zu Mecklenburg                                         |       |       |

## Datum unbekannt
| Tag | Name                    | Beruf, bekannt als                                   | Alter | Beleg |
| --- | ----------------------- | ---------------------------------------------------- | ----- | ----- |
|     | Abu Hammu II. Musa      | Sultan der Abdalwadiden in Algerien                  |       |       |
|     | Segebodo Crispin        | Ratsherr der Hansestadt Lübeck                       |       |       |
|     | Firuz Schah Tughluq     | Sultan von Delhi, stammte aus der Tughluq-Dynastie   |       |       |
|     | Abū Ishāq asch-Schātibī | malikitischer Usūl-Gelehrter                         |       |       |
|     | Salvestro de’ Medici    | Gonfaloniere der Stadt Florenz                       |       |       |
|     | Otto VI.                | Graf von Tecklenburg und durch Heirat Herr von Rheda |       |       |
|     | Henning Podebusk        | Drost von Dänemark                                   |       |       |
|     | Antonio Pucci           | italienischer Dichter und Glockengießer              |       |       |
|     | Johann Schepenstede     | Ratsherr der Hansestadt Lübeck                       |       |       |
|     | Thong Lan               | König des Reiches Ayutthaya                          |       |       |
|     | Adelheid von Ziegenhain | Äbtissin des Frauenstifts Kaufungen                  |       |       |